# Eddington (Kent)
Pour les articles homonymes, voir Eddington.
Eddington est une localité anglaise, située dans le comté du Kent. De village isolé, Eddington est devenu en quelques années la banlieue sud d’Herne Bay.